# Hoffmannia ecuatoriana
Hoffmannia ecuatoriana är en måreväxtart som beskrevs av Paul Carpenter Standley. Hoffmannia ecuatoriana ingår i släktet Hoffmannia och familjen måreväxter. IUCN kategoriserar arten globalt som starkt hotad.
Artens utbredningsområde är Ecuador. Inga underarter finns listade i Catalogue of Life.